# 石田大橋
石田大橋（いしだおおはし）は、多摩川と根川を跨ぐ日野バイパスの橋である。

## 概要
日野バイパスの開通に伴い、2003年（平成15年）3月に部分開通した。部分開通当初は都道20号線との交差点から先は工事中であったが、 2007年（平成19年）に延伸部分の高架が橋と直結し、都道20号線との立体交差が完成した。
この橋の開通によって従来は直接行き来のできなかった日野市と国立市、府中市が直接結ばれるようになり、日野、八王子方面からの国立府中インターチェンジへの交通が改善された。
- 道路の路線名
  - 日野バイパス（国道20号）
- 橋種 道路橋
- 位置[2]
  - 左岸：38.2k +125m
  - 右岸：38.2k +326m
- 地先名
  - 左岸 国立市谷保
  - 右岸 日野市石田
- 構造
  - 橋長 385.000m
  - 幅員 22.000m
  - 桁構造形式 4径間連続鋼床版箱桁
- 竣工年月日 2007年（平成19年）5月

## 周辺
- 多摩都市モノレール 万願寺駅
- 国立府中インターチェンジ（中央自動車道）
- 都営泉二丁目アパート